# Nursing Outcomes Classification
Die Nursing Outcomes Classification (NOC, dt. Pflegeergebnisklassifikation) ist eine Klassifikation zur Beschreibung von patientenbezogenen Ergebnissen, die aus Pflegehandlungen resultieren. Die NOC beschreibt in ihrer Klassifikation Zustände, Fähigkeiten, Verhaltensweisen, Auffassungen und Erlebnisbeschreibungen des Patienten/Bewohners (van der Bruggen 2002). Die NOC beschreibt neutral formulierte Indikatoren, die bezüglich der beobachteten Ausprägung auf einer Likert-Skala bewertet werden. Pflegebezogene Indikatoren eines Patientenergebnisses werden als variabler Zustand, Verhaltensweise oder Wahrnehmung eines Patienten oder eines am Versorgungsprozess Beteiligten verstanden. Auf Grundlage einer Literaturanalyse des Forscherteams wurden die Definitionen für „pflegebezogenes Patientenergebnis“ und „pflegebezogener Indikator eines Patientenergebnisses“ entwickelt. Diese sind wie folgt definiert:

Pflegebezogenes Patientenergebnis: 

„Ein(e) bewertbare(r/s) Zustand, Verhalten oder Wahrnehmung eines Patienten oder einer Familie konzeptualisiert als Variable, die zurückzuführen ist auf und im Wesentlichen beeinflusst ist von Pflegeinterventionen. Ein pflegebezogenes Patientenergebnis steht auf einer konzeptuellen Ebene. Um bewertet zu werden, erfordert ein Ergebnis die Identifikation einer Reihe spezifischer Indikatoren. Pflegebezogene Patientenergebnisse definieren den generellen Patientenzustand, -verhalten oder -wahrnehmung, der/die aus Pflegeinterventionen resultieren.“

Pflegebezogener Indikator eines Patientenergebnisses: 

„Eine spezifisch auf ein pflegebezogenes Patientenergebnis bezogene Variable, die zurückzuführen ist auf eine Pflegeintervention. Ein Indikator ist ein beobachtbarer Patientenzustand, -verhalten oder selbstberichtete -wahrnehmung oder -evaluation. Pflegebezogene Indikatoren eines Patientenergebnisses charakterisieren einen Patientenzustand auf einer konkreten Ebene…“

NOC ist eine der standardisierten Sprachen von der American Nurses 'Association (ANA) anerkannt. Als anerkannte Sprache erfüllt es die Sprache Leitlinie Standards ANA Nursing Information und Data Set Evaluation Center (NIDSEC) für Informationen Systemhäuser setzen. NOC ist in der National Library of Medicine Metathesaurus für eine Unified Medical Language und in der kumulativen Index um Nursing Literatur (CINAHL) enthalten und wurde für den Einsatz von Health Level 7 Terminologie (HL7) genehmigt worden.

## Geschichten
Im August 1991 bildete sich am Center for Nursing Classification at The University of Iowa College of Nursing ein Entwicklerteam bestehend aus 17 Mitgliedern.
Die Entwicklung verlief in fünf Phasen:
- Phase I: Pilotstudie zur Testung einer Methode (1992–1993)
- Phase II: Konstruktion der Pflegeergebnisse (1993–1996)
- Phase III: Konstruktion der Taxonomie und Feldtest (1996–1997)
- Phase IV: Evaluation der Messskalen (1997–2000)
- Phase V: Optimierung und Anwendung (1997 bis heute)

Zur Entwicklung der Taxonomie wurden die Strategien des Clusterverfahrens genutzt, wie diese auch bei der NIC-Entwicklung angewendet wurden. Es existieren in der deutschen Veröffentlichung 7 Bereiche (funktionale Gesundheit, physiologische Gesundheit, psychosoziale Gesundheit, Wissen über Gesundheit und Verhalten, wahrgenommene Gesundheit, Familiengesundheit, Situation der Gesundheitsversorgung in einer Gemeinde), 29 Klassen (A–X), 260 Ergebnisse und pro Ergebnis sind ca. 15–30 Indikatoren formuliert. Insgesamt wurden 17 verschiedene Skalen zur Einschätzung der Indikatoren entwickelt, die alle 5er-skaliert sind.
Die Bewertung der Indikatoren findet auf Likert-Skalen statt. Bei der NOC-Formulierung „Status des Schluckvorgangs“ zum Beispiel ist die Bewertung der Indikatoren auf einer Skala mit den Bewertungskriterien extrem gefährdet, weitgehend gefährdet, mäßig gefährdet, leicht gefährdet und nicht gefährdet vorgesehen. Ein Rating einer '5 'ist immer das bestmögliche Ergebnis und '1' ist immer die denkbar schlechteste Ergebnis.
Die Klassifikation wird kontinuierlich überarbeitet, um neue Pflegeergebnisse zu ergänzen bzw. alte Pflegeergebnisse basierend auf neuen Forschungen zu überprüfen. Die Neuerungen werden in einem Vier-Jahres-Zyklus publiziert.
Darüber hinaus arbeitet man derzeit stark an der Integration der NOC in ein Gesamtsystem von Pflegeklassifikationen, die ihrerseits verschiedene Aspekte des Pflegeprozesses beschreiben. Insbesondere sind dabei die  NANDA Taxonomy II und die  Nursing Interventions Classification (NIC, dt. Pflegemaßnahmenklassifikation) zu nennen. Letztere wurde ebenfalls von der Universität Iowa ins Leben gerufen.

## Umfang und Aufbau
Derzeit liegt die Taxonomie der Nursing Outcomes Classification in der fünften Veröffentlichung vor.
Sie ist im Wesentlichen in drei Abstraktionsebenen unterteilt:
- Die oberste Ebene mit sieben Domänen,
- die mittlere Ebene mit 33 Klassen,
- die unterste Ebene mit 490 Pflegeergebnissen (NOC Outcomes).

Jedem Pflegeergebnis wurde darüber hinaus eine eindeutige Code-Nummer zugeordnet, um die NOC in computerisierte Krankenhausinformationssysteme (KIS) verwenden zu können. Gerade zu diesem Zweck wurde die NOC bei der HL7 registriert.
Jedes Pflegeergebnis besteht dabei aus:
- einer Definition,
- einer Liste von Indikatoren, um den aktuellen Patientenzustand mit dem beschriebenen Pflegeergebnis abgleichen zu können,
- eine fünf Punkte umfassende Likert-Skala, zur Bewertung des aktuellen Patientenzustandes.
- sowie Quellenangaben, um den Forschungsprozess transparent zu gestalten.

Insgesamt wurden 26 unterschiedliche Skalen entwickelt. Sowohl die Indikatoren als auch Skalen sind den Pflegeergebnissen zugeordnet und stehen außerhalb der Klassifikation.
Die computerisierte Anwendung vereinfacht statistische Auswertungen zur Pflegeeffektivität und -qualität von Pflegehandlungen und ist damit für die Pflegeforschung und das Qualitätsmanagement interessant.
Die Verschlüsselungs-Struktur von NOC wird nachfolgend an einem Beispiel erklärt: IC0204013 bedeutet
Domain-Functional Health I
Cass-Mobility (C)
Outcome 0204 Imobility consequences:Physiological
Indikator 01 Pressure sore
Moderate 3

## Beispiel einer NOC
Das nachfolgend dargestellte Outcome ist eine eigene Übersetzung der aktuellen NOC Fassung
Selbstfürsorge:Körperwaschung/Baden 0301 (Self-Care:Bathing)
Definition: Persönliche Maßnahmen zur selbstständigen Reinigung des Körpers mit oder ohne Hilfsmittel. (Personal actions to cleanse own body independently with or without assistive device.)
| Indikator                                    | Stark beeinträchtigt | Substantiell beeinträchtigt | Moderat beeinträchtigt | Mittel beeinträchtigt | Nicht beeinträchtigt |
| -------------------------------------------- | -------------------- | --------------------------- | ---------------------- | --------------------- | -------------------- |
| Gelangt in das und aus dem Badezimmer        | 1                    | 2                           | 3                      | 4                     | 5                    |
| Beschafft sich Pflegeutensilien/Waschzusätze | 1                    | 2                           | 3                      | 4                     | 5                    |
| Erhält Waschwasser                           | 1                    | 2                           | 3                      | 4                     | 5                    |
| Dreht das Wasser auf                         | 1                    | 2                           | 3                      | 4                     | 5                    |
| Reguliert die Wassertemperatur               | 1                    | 2                           | 3                      | 4                     | 5                    |
| Reguliert den Wasserstrahl                   | 1                    | 2                           | 3                      | 4                     | 5                    |
| Wäscht sich am Waschbecken                   | 1                    | 2                           | 3                      | 4                     | 5                    |
| Wäscht sich in der Badewanne                 | 1                    | 2                           | 3                      | 4                     | 5                    |
| Wäscht sich in der Dusche                    | 1                    | 2                           | 3                      | 4                     | 5                    |
| Wäscht sich das Gesicht                      | 1                    | 2                           | 3                      | 4                     | 5                    |
| Wäscht sich den Oberkörper                   | 1                    | 2                           | 3                      | 4                     | 5                    |
| Wäscht sich den Unterkörper                  | 1                    | 2                           | 3                      | 4                     | 5                    |
| Wäscht sich den Intimbereich                 | 1                    | 2                           | 3                      | 4                     | 5                    |
| Trocknet den Körper                          | 1                    | 2                           | 3                      | 4                     | 5                    |

## Güte der NOC
Das Forscherteam geht von einer gewissen Güte der NOC aus, da die Quellen, auf die sich die NOC in der Entwicklung beruft, Qualitätsanforderungen erfüllen mussten. Es fanden inhaltliche Validierungen durch Pflegeexperten statt. Die Pflegeexperten wurden gebeten, die Ergebnisse und Indikatoren daraufhin zu untersuchen, ob diese die Anforderungen in ihren Einrichtungen erfüllen können. Die Experten beurteilten jedes Pflegeergebnis hinsichtlich der Wichtigkeit und der Bezogenheit auf Pflegeinterventionen. Die Bewertung fand auf einer Fünfer-Skalierung statt, mit Gewichten, wie Fehring diese vorgeschlagen hat (5=1;4=0,75;3=0,5;2=0,25;1=0). Alle Pflegeergebnisse, die mit einem Gewicht von mindestens 0,6 durch die Experten bewertet wurden, sind in die NOC aufgenommen worden.
Bei den bisher durchgeführten Validierungsbemühungen der NOC bleibt letztlich noch ungeklärt, ob diese Pflegeergebnisse spezifische Outcome-Indikatoren der Pflege sind, oder anderen Einflüssen unterliegen. Reliabilitätsstudien wurden nicht gefunden. Ebenso konnten keine Kriteriumsvaliditätsstudien gefunden werden oder Validitätsstudien in einem bestimmten Setting. Es finden sich in der Literatur Hinweise, dass NOC in Software genutzt wird, z. B.